# Luis de Molina
Luis de Molina, španski jezuit, teolog in politični filozof, * 29. september 1535, Cuenca, Španija, † 12. oktober 1600, Madrid, Španija.
- De Hispanorum primogeniorum origine ac natura, 1588
- De iustitia et iure, 1733